# Església parroquial de Sant Miquel Arcàngel (Cornellà de Llobregat)
L'Església parroquial de Sant Miquel Arcàngel és una església situada al barri del Pedró de Cornellà de Llobregat. Fou fundada l'any 1954 després d'una Missió General de quinze dies realitzada l'any 1950 i la seva parròquia ret homenatge a Sant Miquel Arcàngel, la festivitat del qual és el 29 de setembre i dona lloc a la festa major d'aquest barri.
Mossèn Josep Bach Molas —que prèviament havia estat missioner— fou el primer en ocupar la rectoria i contribuí notablement en la promoció d'una nova escola en els terrenys adjacents, l'actual CEIP Sant Miquel).